# Денисенко, Григорий Кириллович
Григорий Кириллович Денисенко (бел. Рыгор Кірылавіч Дзенісенка; 10 мая 1921, Бабенково, Харьковская губерния — 20 марта 2011, Гомель) — полковник Советской Армии, участник Великой Отечественной войны, Герой Советского Союза (1946).

## Биография
Григорий Денисенко родился 10 мая 1921 года в селе Бабенково (ныне — Изюмский район Харьковской области Украины) в крестьянской семье. В детстве переехал в село Хрестыще Славянского района Донецкой области. Окончил среднюю школу и Славянский аэроклуб. В 1940 году Денисенко был призван на службу в Рабоче-крестьянскую Красную армию. С октября 1943 года — на фронтах Великой Отечественной войны.
К сентябрю 1944 года лейтенант Григорий Денисенко был штурманом эскадрильи 235-го штурмового авиаполка 264-й штурмовой авиадивизии 5-го штурмового авиационного корпуса 5-й воздушной армии 2-го Украинского фронта. К тому времени он совершил 118 боевых вылетов, уничтожив в воздушных боях и на земле 8 вражеских самолётов, а также в ходе штурмовок уничтожив несколько десятков танков и более ста автомашин противника.
После окончания войны Денисенко продолжил службу в Советской Армии. В 1953 году он окончил курсы усовершенствования офицерского состава. 8 октября 1957 года в звании полковника он был уволен в запас. Проживал в Гомеле, работал старшим инженером на заводе «Электроаппаратура».
Скончался 20 марта 2011 года, похоронен на Рандовском кладбище Гомеля.
Почётный гражданин Гомеля и Гомельской области.

## Награды и звания
- Указом Президиума Верховного Совета СССР от 15 мая 1946 года за «образцовое выполнение боевых заданий командования на фронте борьбы с немецкими захватчиками и проявленные при этом мужество и героизм» лейтенант Григорий Денисенко был удостоен высокого звания Героя Советского Союза с вручением ордена Ленина и медали «Золотая Звезда» за номером 9045[1].
- Был также награждён двумя орденами Красного Знамени, орденом Александра Невского, тремя орденами Отечественной войны I степени, орденами Красной Звезды, Славы III степени, а также рядом медалей[1];
- Орден Почёта (31 августа 2006) — за высокий профессионализм, значительный личный вклад в социально-экономическое развитие республики, сохранение культурного и духовного наследия белорусского народа, заслуги в обучении и воспитании молодёжи[3];
- Орден «За службу Родине» III степени (15 апреля 1999) — за особые заслуги в защите Отечества, большой личный вклад в военно-патриотическое воспитание молодёжи и в связи с 65-летием со дня учреждения[4];
- Орден «За заслуги» III степени (5 мая 2010, Украина) — по случаю 65-й годовщины Победы в Великой Отечественной войне 1941—1945 годов, за проявленное личное мужество и героизм в освобождении Украины от фашистских захватчиков[5];
- Почётный гражданин г. Гомеля (1988, Гомель).

## Память
- Именем Григория Денисенко названа одна из улиц Советского района Гомеля[6].
- Памятный знак с именем Героя установлен на Аллее Героев в Студенческом сквере города, на доме по улице Советской, где жил Денисенко последние годы, установлена мемориальная доска[1][7].
- Его имя присутствует среди 275 донбассовцев, Героев Советского Союза, в мемориальном комплексе «Твоим освободителям, Донбасс» в парке Ленинского комсомола в Донецке[1].
- В Гомеле открыта памятная информационная табличка на доме улицы, которая носит имя Григория Денисенко[8].

- Имя занесено на городскую Доску почёта (Гомель).
- Стела в честь Г. К. Денисенко установлена на Аллее Героев в Гомеле (ул. Советская)[9][10].
- Мурал в честь Г. К. Денисенко в Гомеле на здании № 82 по улице Григория Денисенко (06.05.2025)[11].